# Centro histórico de Huamanga

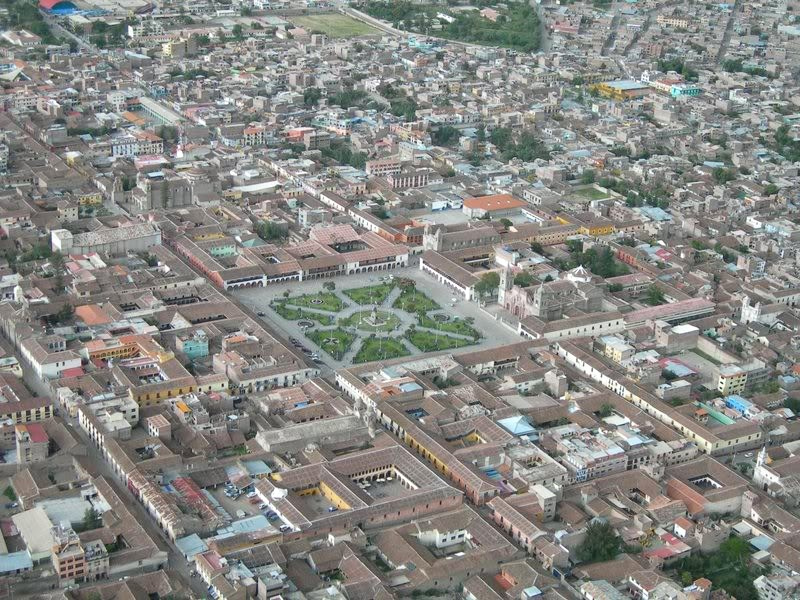

La Centro histórico de Huamanga es el casco histórico ubicado en el distrito de Ayacucho, en la Provincia de Huamanga, Ayacucho, Perú. La zona monumental es «Patrimonio Cultural de la Nación» desde 1972 mediante el R.S. N° 2900-72-ED. La zona monumental es conocida por sus iglesias, casonas y plazas.

La zona monumental del Huamanga está comprendida dentro de los siguientes límites: al sureste por los límites de los distritos de Carmen Alto y San Juan Bautista, la quebrada de Arequipa, una línea que corre paralela 200 m al sureste del río Totorilla, hasta encontrar la prolongación del alineamiento de la Av. Centenario, la quebrada de Tinaccones, la prolongación del Jr. Manco Cápac, el Jr. Manco Cápac, la quebrada de Yanacaca, la carretera a Pisco, una línea que corre paralela a 500 m al oeste del Jr. Libertad, hasta encontrar la línea que corre 200 m al suroeste con la calle Santa Elena en Santa Ana hasta la intersección de la misma con el río Totorilla.

## Lugares de interés

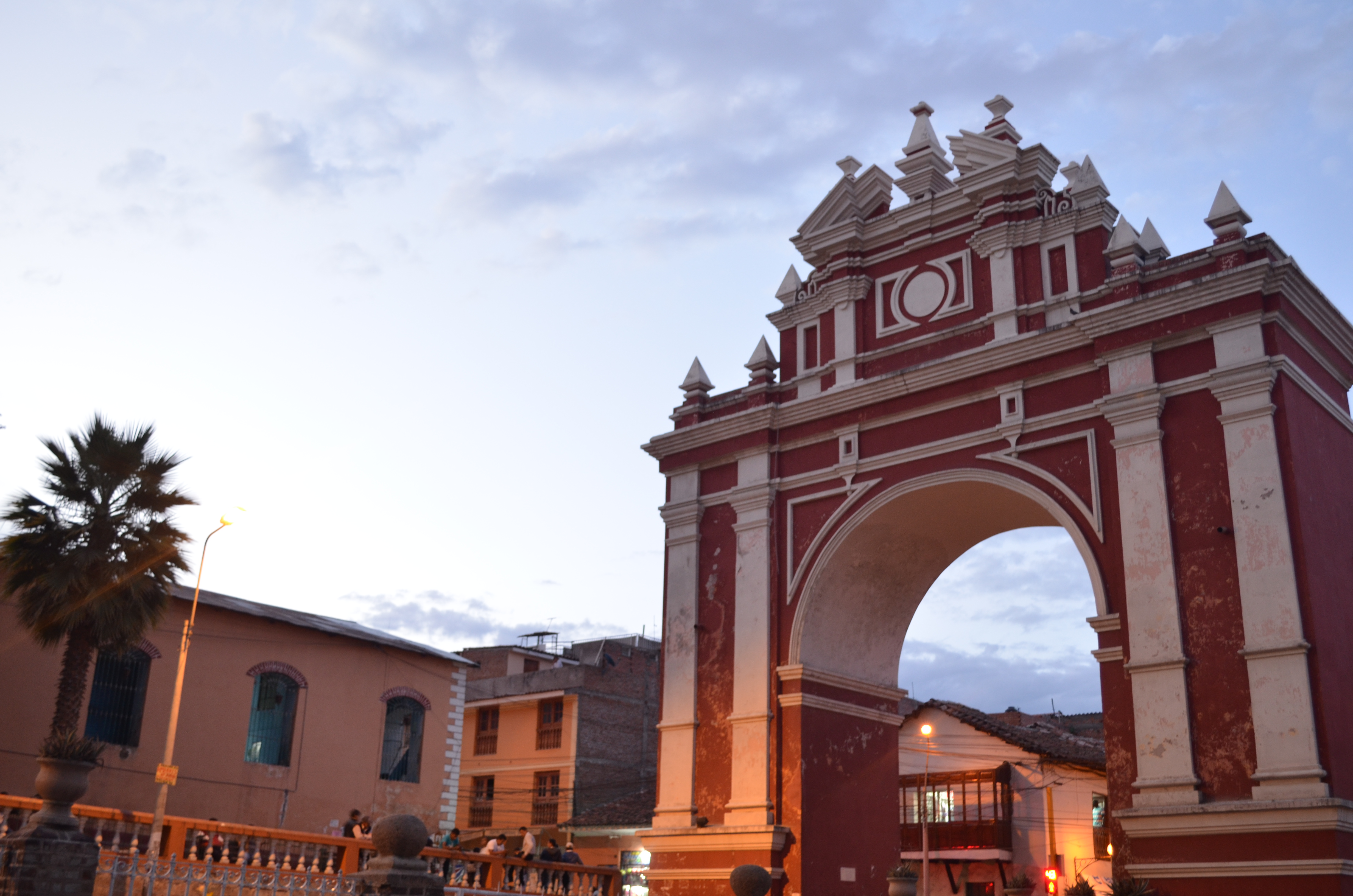
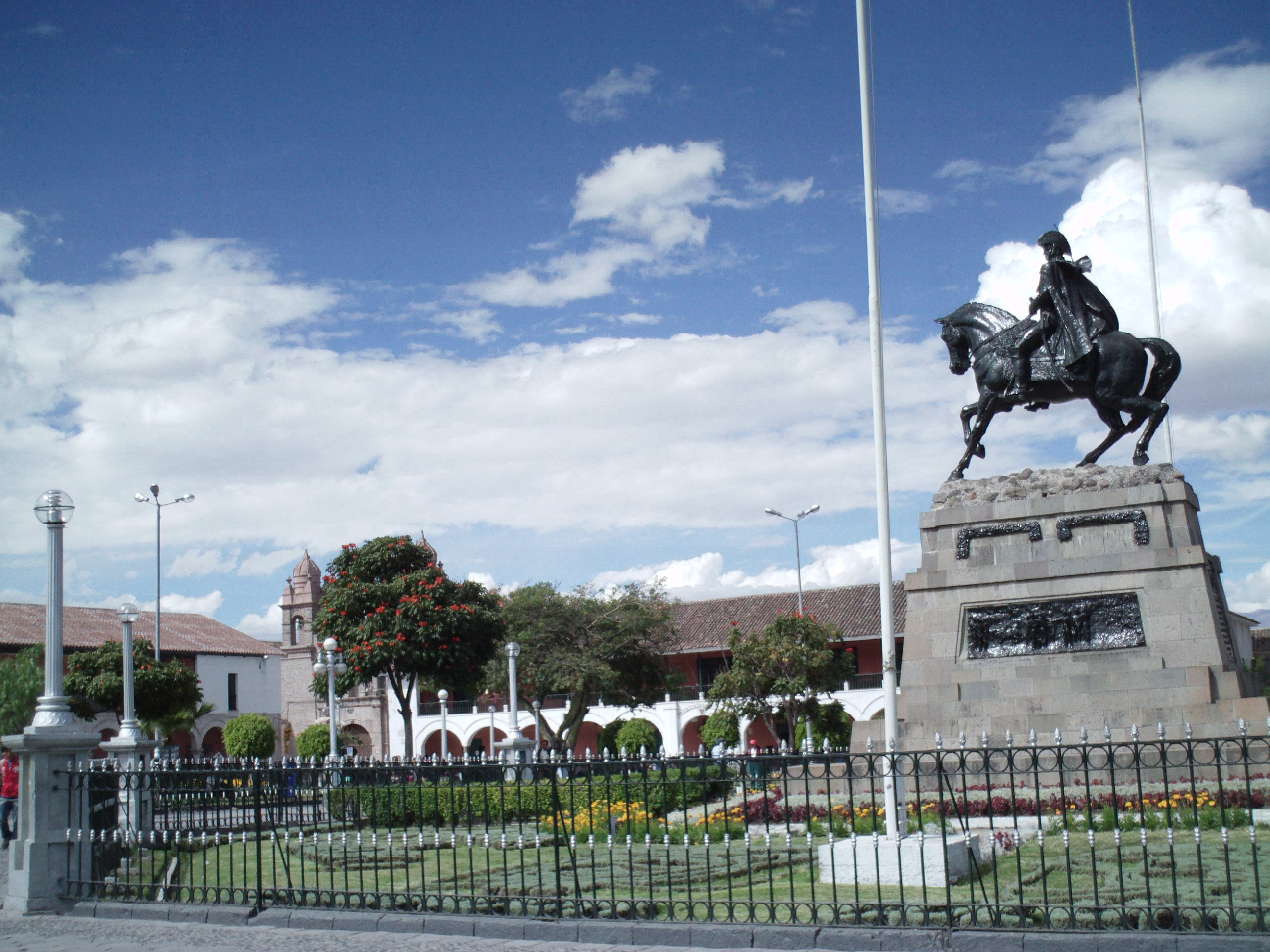
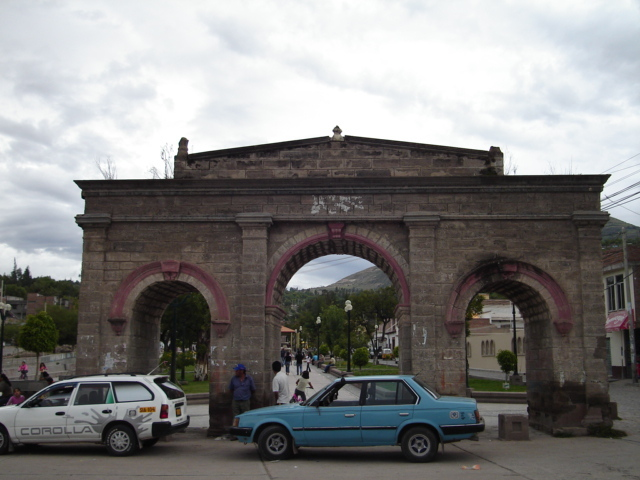
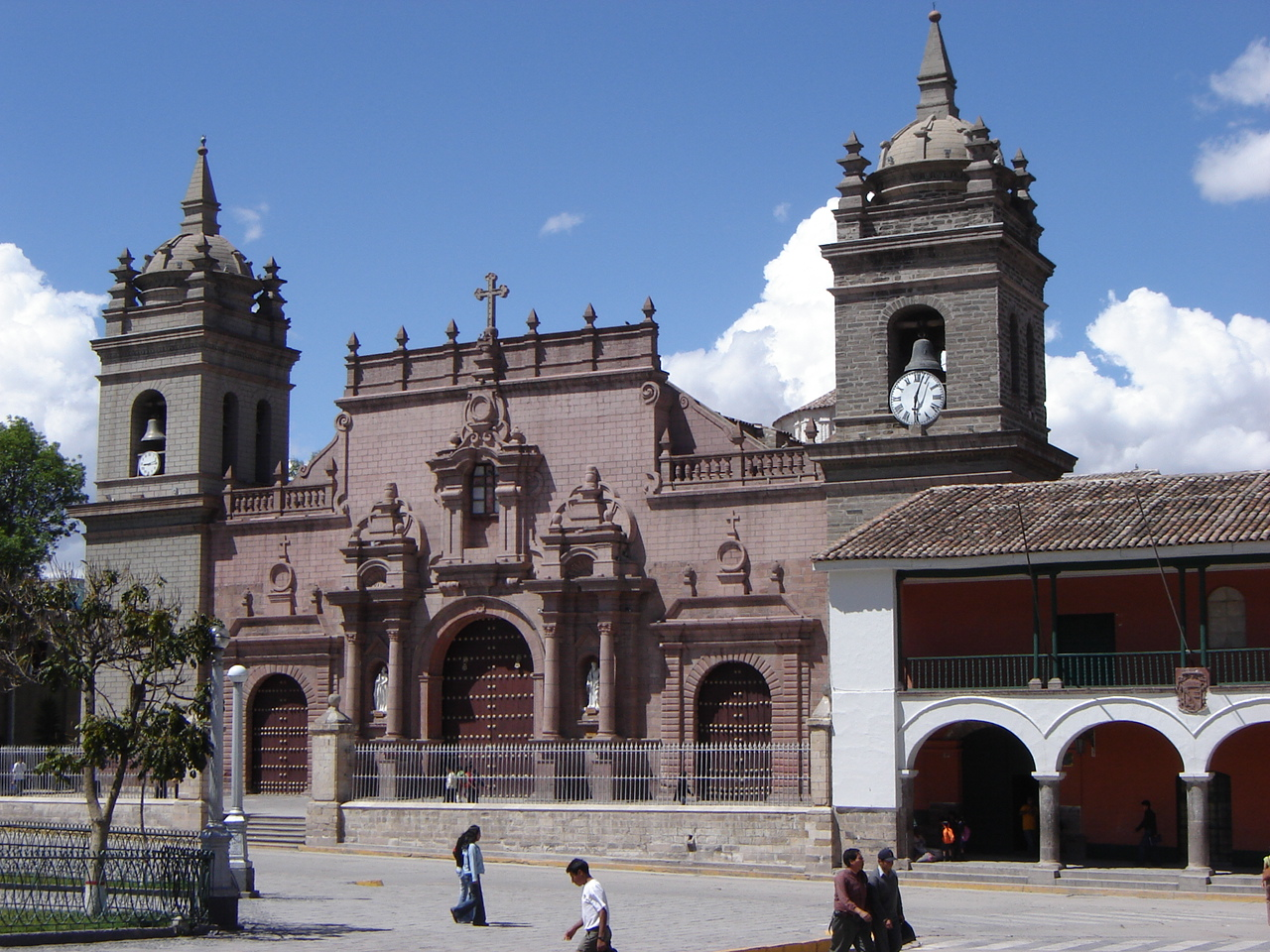

- Plaza Mayor de Huamanga[5]
- Barrio de Santa Ana[6]